# Timothy Duckworth
Timothy Duckworth –conocido como Tim Duckworth– (19 de enero de 1996) es un deportista británico de origen estadounidense que compite en atletismo. Ganó una medalla de plata en el Campeonato Europeo de Atletismo en Pista Cubierta de 2019, en la prueba de heptatlón.

## Palmarés internacional
| Campeonato Europeo en Pista Cubierta | Campeonato Europeo en Pista Cubierta | Campeonato Europeo en Pista Cubierta | Campeonato Europeo en Pista Cubierta |
| Año                                  | Lugar                                | Medalla                              | Prueba                               |
| ------------------------------------ | ------------------------------------ | ------------------------------------ | ------------------------------------ |
| 2019                                 | Glasgow (Reino Unido)                | Medalla de plata                     | Heptatlón                            |